# おしえて!北のなるほ堂
『おしえて!北のなるほ堂』（おしえて!きたのなるほどう）とは、札幌テレビ放送 (STV) が2002年10月6日から2005年9月25日まで毎週日曜日の朝10時55分から11時25分に放送していたローカル番組。

## 番組概要
2002年10月に『サンデー!北のなるほ堂』として開始、家族層をメインターゲットに据え雑学好きな明石英一郎アナウンサーを司会に北海道にまつわる多彩な人・モノ・自然や歴史などを掘り起こす番組。2004年10月2日放送分から『おしえて!北のなるほ堂』に改題された。
毎回1名ないし2名のリポーターが北海道内各所に出向き、「なるほど」と思える物や人などを紹介する形で、明石自身が企画した『どさんこワイド120』の1991年10月8日放送分の特集からの発展型で雑学の紹介やクイズを行う講義風のものだった。

## 再放送
STVでは2006年5月6日から毎週土曜日朝5時30分から5時59分に、一部の企画を省いたものが再放送された。2010年11月時点では「ごはん3杯の旅」の企画を再編集した別番組『北海道ごはん3杯の旅』を平日の深夜帯で再放送している。

## ネット
- とちぎテレビ - 2006年12月24日から毎週日曜日の朝10時30分から11時の枠で放送されていた。
- 岐阜放送 - 『ポケットモンスター ダイヤモンド&パール』放送休止の際の穴埋めで放送されていた。
- 放送番組センターの配給により、各地方局や独立局でも放送されている。

## リポーター
- 相本幸子
- 岡本博憲
- 室田智美
- 横井健一
- 急式裕美
- とついようこ（ローカルタレント）

「新人アナレポーターデビュー」企画で1回だけ登場
- 近藤麻智子（2003年8月3日）
- 藤井孝太郎（2005年9月11日）
- 寺田礼子（2005年9月11日）
- 藤本晶子（2005年9月11日）
- 宮田愛子（2005年9月11日）

## ナレーター
- 森中慎也
- 谷口祐子
- 千秋幸雄

## 放送された主な企画
- ごはん3杯の旅 - 「これさえあればごはん3杯はいける！」というおかずを求め、ご飯の入ったランチジャー片手に旅をする。主に室田が担当。
- 北海道内JRローカル線の旅
- しりとりの旅
- 日本一を探す旅 - 公式に日本一と認定されている物から「たぶん日本一」といった自称の類まで、北海道内に存在するさまざまな「日本一」を捜し歩く。
- 100円グルメの旅 - 100円で買える美味しい物を求め、毎回1箇所の地域に絞って食べ歩く。ごく僅かに「税抜きで100円」だったり、番組のために100円分に小分けして売ってくれた「例外」もあった。放送後に販売を終了したケースがあるため、再放送では省かれることがある。
- 男・岡本挑戦シリーズ - 当時新人だった岡本が体当たり取材を敢行。このシリーズに限りナレーターは谷口で固定され、ことごとく失敗する岡本を諭す役割を担っていた。終盤にはバンジージャンプを決めるなど活躍を見せた。
- 国道「なるほ道路」シリーズ